# Amaurobius strandi
Espèce
Synonymes
- Amaurobius pallidus strandi Charitonov, 1937
- Amaurobius timidus Thaler & Knoflach, 1995

Amaurobius strandi est une espèce d'araignées aranéomorphes de la famille des Amaurobiidae.

## Distribution
Cette espèce se rencontre en Ukraine, en Bulgarie, en Turquie et en Grèce.

## Description
La femelle holotype mesure 8 mm.
Les mâles mesurent de 3,95 à 6,25 mm et les femelles de 6,5 à 8 mm.

## Systématique et taxinomie
Cette espèce a été décrite sous le protonyme Amaurobius pallidus strandi par Charitonov en 1937. Elle est élevée au rang d'espèce par Kovblyuk en 2002.
Amaurobius timidus a été placée en synonymie par Kovblyuk en 2002.

## Étymologie
Cette espèce est nommée en l'honneur d'Embrik Strand.

## Publication originale
- Charitonov, 1937 : « Contribution to the fauna of Crimean spiders. » Festschrift Prof. Dr. Embrik Strand, vol. 3, p. 127-140.